# Stephen Hunter Flick
Stephen Hunter Flick é um sonoplasta estadunidense. Venceu o Oscar de melhor edição de som na edição de 1995 por Speed.